# Camp de Presoners Chacabuco
El Camp de Presoners Chacabuco va ser un camp de concentració xilè per a presos polítics, creat el novembre de 1973, poc després del cop d'estat liderat pel general Augusto Pinochet que va enderrocar el govern de la Unidad Popular de Salvador Allende.

## Descripció

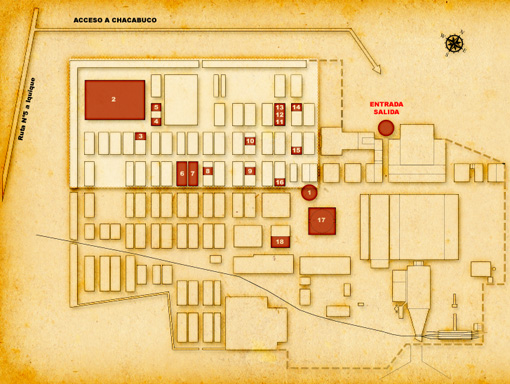
Plànol del Camp de Presoners Chacabuco

El camp es trobava a uns 100 km de la ciutat d'Antofagasta, en les instal·lacions abandonades de l'antiga Oficina salitrera Chacabuco, a l'actual comuna de Sierra Gorda, i ocupava una superfície d'aproximadament 36 hectàrees. Paradoxalment, l'Oficina salitrera Chacabuco havia estat declarada Monument Nacional el 26 de juliol de 1971, durant el govern d'Allende.
Aquest camp de concentració va estar en funcionament entre novembre de 1973 i abril de 1975, sota control de la 1a. Divisió de l'Exèrcit, encara que també hi compliren labors de vigilància la Força Aèria i els Carabiners.
Era un camp destinat únicament a presoners homes, els quals procedien de diferents unitats militars del nord de Xile, així com de ciutats com Santiago, Valparaíso, Copiapó i Concepción. Els presos van se-hir transportats amb trens de càrrega, vaixells i camions militars.
El sector habilitat per a rebre els presoners es trobava envoltat de filferro d'arç, al voltant del qual s'havien instal·lat torres de vigilància armades i mines antipersona, 98 de les quals romanen actualment al mateix lloc enterrades. A més, s'utilitzava un tanc en tasques de vigilància, el qual donava voltes entorn del perímetre del camp. Alguns testimonis de presoners declaren que el camp era sobrevolat per avions de la Força Aèria en vols rasants.

## Presoners
D'acord amb als registres de l'administració interna dirigida pels presoners, la Corporació Memòria Chacabuco comptabilitza un total 1.284 presoners polítics. El camp va ser obert el 10 de novembre de 1973 amb un primer contingent de 450 presoners provinents de l'Estadi Nacional de Xile, via marítima i aèria. Després es van anar encabint presoners d'altres indrets del país.
| «                            | Els presos vivien en corredors de tova que contenien deu cases petites i dormien en lliteres de dos i tres pisos. A cada casa hi convivien sis presos. Hi havia un menjador d'ús comunitari i no es va disposar de llum elèctrica fins al juliol de 1974. | » |
| — Comitè per a la Pau (1974) | |   |

Alguns dels presoners de Chacabuco van ser l'enginyer Luis Alberto Corvalán, el periodista Alberto «Gato» Gamboa, el polític Julio Palestro Velásquez i el cantautor Ángel Parra.